# Rupununi Savannah

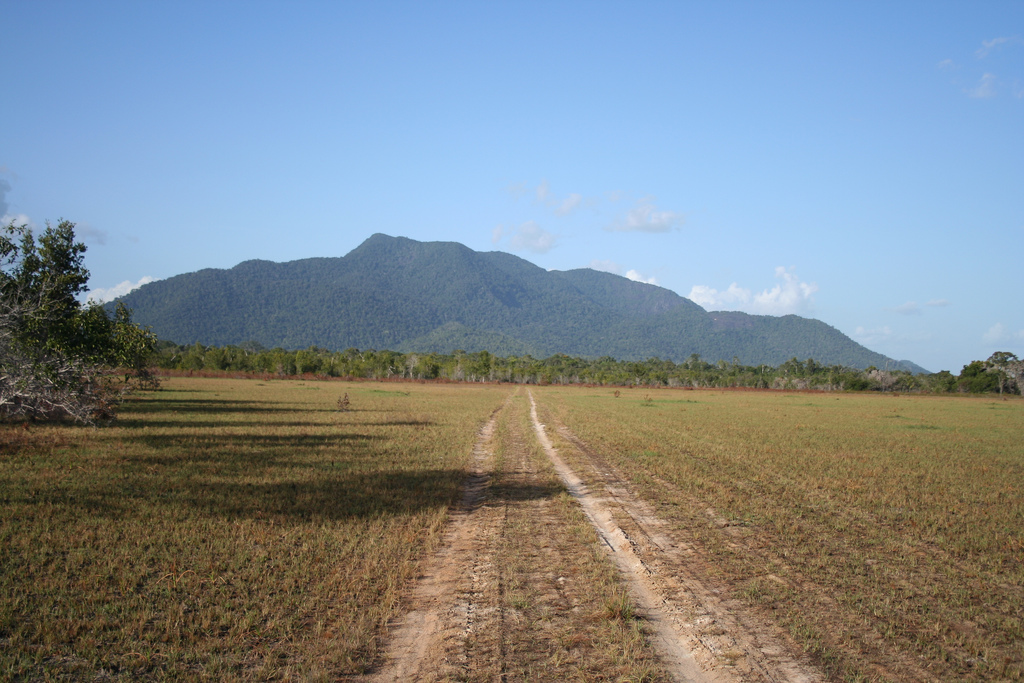
Aspeto da região

A Savana do Rupununi (em inglês, Rupununi Savannah) é um termo utilizado na Guiana para descrever a região de vegetação aberta — do tipo savana-estépica ao norte e savana propriamente dita mais ao sul — situada na porção sudoeste da Amazônia guianesa.
Os principais rios desta região são Rupununi, Tacutu e Maú. Quanto à fauna, esta inclui tanto animais adaptados à vida em florestas quanto os de cerrados, nomeadamente onças, tamanduás, cutias, antas etc.
Trata-se de um ecossistema único e com elevada importância para a conservação da biodiversidade e de outros aspectos ambientais amazônicos, sendo uma paisagem que faz parte do grande sistema de áreas abertas que se assenta entre Brasil, Guiana e Venezuela, totalizando 68 145 km² (dois terços dos quais (42 706 km² no lado brasileiro). 
No Brasil, esse mesmo bioma se denomina «Lavrado», enquanto que na Venezuela é chamado de «Gran Sabana». 